# Svjetsko prvenstvo u rukometu – Njemačka 2027.
30. Svjetsko prvenstvo u rukometu 2027. rukometno je prvenstvo koje će se održati u Njemačkoj u siječnju 2027.

## Domaćinstvo
Ponude:
- Mađarska
- Danska,  Norveška,  Hrvatska
- Njemačka.

Pet država izrazilo je zanimanje za domaćinstvo turnira. Dodjela domaćinstva održana je na sastanku Vijeća IHF-a u Kairu, u Egiptu, 28. veljače 2020. Za domaćina je izabrana Njemačka. Ovo će biti šesti put da će Njemačka biti domaćin ovog turnira. Istoga dana Hrvatska, Danska i Norveška izabrane su za domaćine Svjetskoga prvenstva 2025.